# マラガCF
マラガ・クルブ・デ・フトボル（スペイン語: Málaga Club de Fútbol、スペイン語発音: [ˈmalaɣa ˈkluβ ðe ˈfuðβol]）は、スペイン・マラガに本拠地を置くプロサッカークラブ。2024-25シーズンはセグンダ・ディビシオン（2部）に所属している。アンダルシア州で最も歴史あるクラブのひとつである。

## 歴史

### 1992年のチーム交替
1948年5月25日、CDマラガはジュニアクラブのCDサント・トマスを引き継ぐ形でリザーブチームを立ち上げた。CDマラガは1933年にCAマラゲーニョ（Club Atlético Malagueño）を含むマラガの2つのクラブが合併して結成されているが、リザーブチームはこの際に消滅したCAマラゲーニョという名称を譲り受けた。1959-60シーズン、リザーブチームのCAマラゲーニョとトップチームのCDマラガはともにテルセーラ・ディビシオン（当時3部相当）に在籍することになったが、前者は本来ならばリーグ規定により降格するはずであった。これを回避するために、彼らは母体となるクラブから分割され、リザーブチームではなく独立したひとつのクラブとしてスペインサッカー連盟（RSFF）に登録された。
1992年、CDマラガは財政難により解散し、リザーブチームのCAマラゲーニョがCDマラガのリーグ参戦資格を譲り受けて存続した。1992-93シーズンの彼らはテルセーラ・ディビシオン（現4部相当）のグループ9に参戦して成功を収め、セグンダ・ディビシオンB（3部相当）昇格を果たした。しかし、翌シーズンには再びテルセーラに降格となり、さらに財政難に直面して活動停止の危機に追い込まれた。1993年12月19日、クラブのメンバー間の投票によってクラブ名称の変更が選択された。1994年6月29日、CAマラゲーニョはマラガCF（Málaga Club de Fútbol S.A.D.）に改名し、かつてCDマラガと呼ばれていたクラブが公式に前身クラブとなった。また、1990年にCAマラゲーニョのリザーブチームとしてSDマラシターナ（Sociedad Deportiva Malacitana）が設立され、トップチームのマラガCFへの改名と同時にマラガCF Bとなった。なお、2009年からはトップチームの旧称であるCAマラゲーニョを名乗っている。

### 2000年代初頭の台頭
2000年代初頭のマラガは有望な若手とトップレベルの選手たちを抱えており、より近代的で先進的なスタジアムの所有を誇っていた。UEFAチャンピオンズリーグ出場権には届かなかったが、大きな支持を集めたホアキン・ペイロ監督の下で常に成功を収めた。2002年にはUEFAインタートトカップに出場し、KAAヘント（ベルギー）、ヴィレムII（オランダ）、躍進中のビジャレアルCF（スペイン）を破り、クラブ史上初となる国際大会でのトロフィーを獲得した。2002-03シーズンのUEFAカップではFKジェリェズニチャル・サラエヴォ（ボスニア・ヘルツェゴビナ）、AEKアテネFC（ギリシャ）などを撃破し、準々決勝でボアヴィスタFC（ポルトガル）にPK戦の末に敗れたものの、大会前の期待以上のベスト8という成功を収めた。ペイロ監督の引退後にはチームの解体が緩やかに始まり、ダリオ・シルバ、キキ・ムサンパ、フリオ・デリー・バルデス、ペドロ・コントレラスなどがクラブを去った。2003年夏にはファンデ・ラモス監督が就任した。2003-04シーズンのホームでのFCバルセロナ戦ではサルバがハットトリックを達成するなどし、クラブ史上最高の5-1というスコアでカタルーニャの巨人を粉砕した。また、テルセーラ・ディビシオンに所属していたBチームが2002年にはセグンダB、2003年にセグンダ・ディビシオンと立て続けに昇格を果たしその後3シーズンをセグンダで戦った。

### 緩やかな後退と財政難
2004年夏にはファンデ・ラモス監督が就任からわずか1シーズンでセビージャFCに去り、グレゴリオ・マンサーノ監督が就任した。経営難によって主力のホセミやサルバを放出せざるを得ず、新戦力のマルシオ・アモローゾやパウロ・ワンチョペは使い物にならなかった。10節からの9試合で8敗を喫して降格圏に沈んでいたクラブを救ったのはアントニオ・タピア監督だった。マンサーノ監督からチームを引き継ぐとカンテラ（下部組織）からセサル・ナバスを引き上げ、最終ラインに安定感をもたらした。若手のフアン・ロドリゲスや新戦力のフェルナンド・バイアーノらの攻撃陣を積極的に起用し、最終的に10位に食い込んでみせた。2005年夏にはサルバを買い戻し、ウルグアイ代表のリカルド・モラレスを獲得したが、主力の大量放出の穴は埋まらなかった。2005-06シーズンは開幕から黒星を積み重ね、わずか勝ち点24しか挙げられずに最下位でシーズンを終えてセグンダ降格となった。また、セグンダに所属していたBチームも同シーズンは21位に終わり、トップチームの降格とは無関係にセグンダBに降格となった。Bチームは翌シーズンもさらに降格で元のテルセーラに戻ってしまい、その後も度々昇格プレーオフに顔を出しながらいまだ再昇格には至っていない。
2006年、かつてレアル・マドリードの会長を務めたロレンソ・サンスがクラブの株式の97%を取得し、かつて選手としてキャプテンを務めたロレンソの息子フェルナンド・サンスが会長に就任した。2006-07シーズンは良いスタートを切ったが、彼らの調子は劇的に落ち込んだ。ラスト6節のうち2節はセグンダB降格圏に沈んだが、この困難な状況を何とか打開し、セグンダ降格初年度を乗り切って残留を果たした。2007-08シーズンも7連勝するなどしてスタートダッシュを決め、昇格への軌道に乗っているように思われたが、やはり調子を崩し、首位の座をCDヌマンシアに奪われた。最終節はホームでのCDテネリフェ戦であり、プリメーラ昇格を決定づけるには勝利が必要であったが、アントニオ・イダルゴの2得点で2-1と勝利して2位の座を守り、3シーズンぶりのプリメーラ復帰を決めた。
2008年夏にはタピア監督を復帰させ、プリメーラ昇格に貢献したDFヘスス・ガメスやMFアポーニョを引き留めつつ、以前に所属経験のあるMFセルジオ・ドゥダ、FWアルベルト・ルケなどを獲得。2008-09シーズン開幕から4試合は無得点で1分3敗と苦戦したが、5節のバリャドリード戦で初勝利を挙げると、8節のアウェーでのセビージャ戦まで4連勝し、その後は安定して一桁順位をキープした。A・ルケは途中出場が多いながらも8得点と復活し、ドゥダはチームトップの8アシストを決めるなど、シーズン前に補強した選手が期待に応えた。プリメーラ初挑戦のアポーニョとFWナビル・バハはそれぞれ9得点を挙げ、55得点はリーグ6位の成績だった。最終的に8位でシーズンを終え、昇格組として最高の成績を残した。2009年にアンダルシア州のセビージャ、ウエルバ、ヘレス・デ・ラ・フロンテーラ、マラガを開催地として行われたピース・カップでは、アストン・ヴィラFC（イングランド）に勝利したが、アトランテFC（メキシコ）に敗れ、グループリーグ最下位に終わった。2009-10シーズンのリーグ戦は前シーズンと一転して17位と苦戦した。

### アル＝タニの到着
2010年6月11日、カタール王室の一員でもあるシェイク・アブドゥラ・ビン・ナッサル・アル＝タニが、3600万ユーロ（約39億8000円）と報じられる金額でF・サンス会長からクラブを買収した。7月28日、アル＝タニはクラブの会長に就任した。FCポルトなどを率いた経験のあるジェズアウド・フェレイラ監督が登用されたが、低迷が続いたために2010-11シーズン途中で解任された。ビジャレアルCFやレアル・マドリードを率いた経験があるマヌエル・ペジェグリーニ監督が後任監督に就任し、2011年1月にエンツォ・マレスカ、マルティン・デミチェリス、ジュリオ・バチスタなどを獲得すると、シーズン終盤戦に一気に順位を上げて11位でシーズンを終えた。2011年夏にはマラガ出身であるフェルナンド・イエロをGMとして招聘し、11人の選手を放出するとともに、ルート・ファン・ニステルローイ、ヨリス・マタイセン、ジェレミー・トゥララン、サンティ・カソルラ、ホアキン・サンチェスなど、確かな実力のあるベテランを中心に補強を施した。ペジェグリーニが初めてフルシーズン指揮した2011-12シーズンは、カソルラの大活躍もあってリーグ4位となり、クラブ史上初めてUEFAチャンピオンズリーグ出場権を獲得した。
一方でオーナーを筆頭とする経営陣の怠慢な資金繰りによる給与や移籍金の未払いが2012年頃より表面化し始め、2011-12シーズン終了後には主力であったカソルラをアーセナルFCへ売却した。2012-13シーズンの戦力低下は不可避であったが、それでもホアキンや新加入のハビエル・サビオラらベテラン勢の活躍やペジェグリーニの戦術の浸透もあり、CLではプレーオフを勝ち抜くだけでなくACミランやFCゼニト・サンクトペテルブルクなどを抑えグループリーグを首位突破した。しかしながら資金難が改善されることはなく、UEFAによって今後4シーズンの欧州カップ戦参加禁止の処分が下されることとなった。
2013年夏にはイスコをレアル・マドリード、ホアキンをフィオレンティーナ、ジェレミー・トゥラランをモナコへ売却し、監督もベルント・シュスターが後任に就任した。

### 2部降格とアル=タニ独裁の終焉
2017-18シーズン、プリメーラ残留に向けて夏の移籍市場では12人、冬には8人もの選手を補強したが、いずれも実ることはなく、開幕5連敗を喫するなど、不安定なスタートとなった。1月中旬のヘタフェCF戦に敗れ、降格圏の19位に転落すると、監督のミチェルを解任し、後任にホセ・ゴンサレスを据えた。しかし、状況は改善されるどころか就任後リーグ戦7連敗など悪化の一途をたどり、後半戦は20位から一度も抜え出すことなく、11シーズンぶりのセグンダ降格が決定した。降格の要因には、サンドロ・ラミレスに代わるエース候補とされたボルハ・バストンの不調、カタール人オーナーのアル＝タニによるワンマン経営などがあった。降格後も杜撰な経営が続き、2019-20シーズンにはレスター・シティからフリーで加入した岡崎慎司やレンタル先から復帰したホセ・ロドリゲスがサラリーキャップの問題で選手登録が開幕に間に合わない事態となった。クラブは抗議したものの岡崎はわずか1ヶ月で退団（その後同じスペインのウエスカに加入）、ロドリゲスはフエンラブラダにレンタル移籍となった。2020年2月19日、アル＝タニはクラブの資金を私的に利用した横領などの容疑で一時的に解任され、後任には裁判所が指名したホセ・マリア・ムニョスが就任した。

### 26シーズンぶりの3部降格
クラブの不祥事発覚以降も財政難は解消されることなく、成績は低迷。2021-22シーズンはリーグ成績18位と辛うじて降格を免れるも、その翌年の2022-23シーズンはシーズン中に3度も監督を交代しつつ、最終的に20位でプリメーラ・ディビシオンRFEFに降格することとなった。マラガが3部リーグに降格するのは1997－98シーズン以来、26シーズンぶりのことであった。
プリメーラフェデラシオンでの初年度はチームは3位に終わった。2-2引き分けで昇格達成 ジムナスティック・タラゴナ。

## 対外関係

### 東アンダルシア・ダービー
同じアンダルシア州内に本拠地を置くグラナダCFとライバル関係にあり、彼らとの対戦は東アンダルシア・ダービー（デルビ・オリエンタル、デルビ・アンダルス）と呼ばれる。プリメーラ・ディビシオン（1部）での対戦成績は互角であるが、通算対戦成績ではグラナダCFが優位である。

### トロフェオ・コスタ・デル・ソル
1961年から1983年までプレシーズンにトロフェオ・コスタ・デル・ソルというトーナメント大会を組織していた。当時のCDマラガは決勝でレアル・マドリード、レッドスター・ベオグラード（ユーゴスラビア）、ダービー・カウンティFC（イングランド）を破って3回優勝している。この大会は2003年に復活し、マラガCFは決勝でニューカッスル・ユナイテッドFC（イングランド）、レアル・ベティス、パルマFC（イタリア）を破って3回優勝している。マラガCFのトロフィールームには、CDマラガ時代の3個も含めて計6個のトロフィーが飾られている。

### スポンサー
2009年8月27日、イギリスのブックメーカーであるウィリアムヒルと3年契約を結んだと発表し、ウィリアムヒルがユニフォームの胸スポンサーとなった。しかし、イスラーム教徒である新オーナーが宗教上の理由から契約を履行することを拒否したため、この契約は2010年9月17日に打ち切られ、2011年6月に国連教育科学文化機関(UNESCO)が新スポンサーとなった。

### 提携クラブ
以下のクラブはマラガCFと提携関係にある。
- レアル・ハエン（2011年より）[12]
- コルドバCF（2011年より）[13]
- CDパレスティーノ（2012年より）[14]

## タイトル

### CDマラガ時代

#### 国内タイトル
- セグンダ・ディビシオン : 1回

1987-88
- セグンダ・ディビシオンB : 2回

1951–52, 1966–67
- トロフェオ・コスタ・デル・ソル : 3回

1963, 1971, 1974

### マラガCF時代

#### 国内タイトル
- セグンダ・ディビシオン : 1回

1998-99
- セグンダ・ディビシオンB : 1回

1997-98
- トロフェオ・コスタ・デル・ソル : 5回

2005, 2008, 2010, 2011, 2012

#### 国際タイトル
- UEFAインタートトカップ : 1回

2002

### 合計

#### 国内タイトル
- セグンダ・ディビシオン : 2回

1987-88, 1998-99
- セグンダ・ディビシオンB : 2回

1951–52, 1966–67
- セグンダ・ディビシオンB : 1回

1997-98
- トロフェオ・コスタ・デル・ソル : 8回

1963, 1971, 1974, 2005, 2008, 2010, 2011, 2012

#### 国際タイトル
- UEFAインタートトカップ : 1回

2002

## 成績

### 近年の成績
| シーズン | ディビジョン   | 順位 | 試 | 勝 | 引 | 敗 | 得 | 失 | 点 | コパ・デル・レイ | 備考 |
| -------- | -------------- | ---- | -- | -- | -- | -- | -- | -- | -- | ---------------- | ---- |
| 2013–14  | プリメーラ     | 11位 | 38 | 12 | 9  | 17 | 39 | 46 | 45 | ベスト32         |      |
| 2014–15  | プリメーラ     | 9位  | 38 | 14 | 8  | 16 | 42 | 48 | 50 | 準々決勝敗退     |      |
| 2015-16  | プリメーラ     | 8位  | 38 | 12 | 12 | 14 | 38 | 35 | 48 | ベスト32         |      |
| 2016-17  | プリメーラ     | 11位 | 38 | 12 | 10 | 16 | 49 | 55 | 46 | ベスト32         |      |
| 2017-18  | プリメーラ     | 20位 | 38 | 5  | 5  | 28 | 24 | 61 | 20 | ベスト32         | 降格 |
| 2018-19  | セグンダ       | 3位  | 42 | 21 | 11 | 10 | 51 | 31 | 74 | 2回戦敗退        |      |
| 2019-20  | セグンダ       | 14位 | 42 | 11 | 20 | 11 | 35 | 33 | 53 | 1回戦敗退        |      |
| 2020-21  | セグンダ       | 12位 | 42 | 14 | 11 | 17 | 37 | 47 | 53 | ベスト32         |      |
| 2021-22  | セグンダ       | 18位 | 42 | 11 | 12 | 19 | 36 | 57 | 45 | 2回戦敗退        |      |
| 2022-23  | セグンダ       | 20位 | 42 | 10 | 14 | 18 | 37 | 44 | 44 | 2回戦敗退        | 降格 |
| 2023-24  | プリメーラRFEF | 3位  | 38 | 19 | 13 | 6  | 51 | 25 | 70 | ベスト32敗退     | 昇格 |
| 2024-25  | セグンダ       |      | 42 |    |    |    |    |    |    | 1回戦敗退        |      |

### 過去の成績
FCマラゲーニョとして
| シーズン | ディビジョン | 順位 | コパ・デル・レイ |
| -------- | ------------ | ---- | ---------------- |
| 1929/30  | テルセーラ   | 2位  |                  |
| 1930/31  | テルセーラ   | 2位  |                  |
| 1931/32  | テルセーラ   | 3位  |                  |
| 1932/33  | テルセーラ   | 1位  |                  |

CDマラシターノとして
| シーズン | ディビジョン | 順位 | コパ・デル・レイ |
| -------- | ------------ | ---- | ---------------- |
| 1933/34  | テルセーラ   | 3位  |                  |
| 1934/35  | セグンダ     | 5位  | 5回戦敗退        |
| 1935/36  | セグンダ     | 5位  | 3回戦敗退        |
| 1939/40  | セグンダ     | 3位  | 1回戦敗退        |
| 1940/41  | セグンダ     | 5位  | 3回戦敗退        |

CDマラガとして
| シーズン | ディビジョン | 順位 | コパ・デル・レイ |
| -------- | ------------ | ---- | ---------------- |
| 1941/42  | セグンダ     | 4位  | ベスト32         |
| 1942/43  | セグンダ     | 5位  | ベスト32         |
| 1943/44  | テルセーラ   | 1位  |                  |
| 1944/45  | テルセーラ   | 2位  |                  |
| 1945/46  | テルセーラ   | 1位  |                  |
| 1946/47  | セグンダ     | 9位  | ベスト16         |
| 1947/48  | セグンダ     | 4位  | 6回戦敗退        |
| 1948/49  | セグンダ     | 2位  | 5回戦敗退        |
| 1949/50  | プリメーラ   | 12位 | ベスト16         |
| 1950/51  | プリメーラ   | 13位 |                  |
| 1951/52  | セグンダ     | 1位  | 準々決勝敗退     |
| 1952/53  | プリメーラ   | 15位 |                  |
| 1953/54  | セグンダ     | 3位  |                  |
| 1954/55  | プリメーラ   | 16位 |                  |
| 1955/56  | セグンダ     | 11位 |                  |
| 1956/57  | セグンダ     | 5位  |                  |
| 1957/58  | セグンダ     | 14位 |                  |
| 1958/59  | セグンダ     | 15位 | 1回戦敗退        |

| シーズン | ディビジョン | 順位 | コパ・デル・レイ |
| -------- | ------------ | ---- | ---------------- |
| 1959/60  | テルセーラ   | 1位  |                  |
| 1960/61  | セグンダ     | 12位 | 1回戦敗退        |
| 1961/62  | セグンダ     | 2位  | ベスト16         |
| 1962/63  | プリメーラ   | 16位 | 準々決勝敗退     |
| 1963/64  | セグンダ     | 9位  | ベスト32         |
| 1964/65  | セグンダ     | 2位  | 1回戦敗退        |
| 1965/66  | プリメーラ   | 13位 | ベスト16         |
| 1966/67  | セグンダ     | 1位  | ベスト32         |
| 1967/68  | プリメーラ   | 10位 | ベスト16         |
| 1968/69  | プリメーラ   | 14位 | 準々決勝敗退     |
| 1969/70  | セグンダ     | 2位  | ベスト32         |
| 1970/71  | プリメーラ   | 9位  | 準々決勝敗退     |
| 1971/72  | プリメーラ   | 7位  | 5回戦敗退        |
| 1972/73  | プリメーラ   | 10位 | 準決勝敗退       |
| 1973/74  | プリメーラ   | 7位  | 5回戦敗退        |
| 1974/75  | プリメーラ   | 16位 | ベスト16         |
| 1975/76  | セグンダ     | 3位  | ベスト16         |
| 1976/77  | プリメーラ   | 18位 | 3回戦敗退        |

| シーズン | ディビジョン | 順位 | コパ・デル・レイ |
| -------- | ------------ | ---- | ---------------- |
| 1977/78  | セグンダ     | 13位 | 3回戦敗退        |
| 1978/79  | セグンダ     | 2位  | 4回戦敗退        |
| 1979/80  | プリメーラ   | 18位 | 4回戦敗退        |
| 1980/81  | セグンダ     | 6位  | 2回戦敗退        |
| 1981/82  | セグンダ     | 3位  | ベスト16         |
| 1982/83  | プリメーラ   | 10位 | 4回戦敗退        |
| 1983/84  | プリメーラ   | 9位  | 4回戦敗退        |
| 1984/85  | プリメーラ   | 16位 | 3回戦敗退        |
| 1985/86  | セグンダ     | 11位 | 4回戦敗退        |
| 1986/87  | セグンダ     | 6位  | 3回戦敗退        |
| 1987/88  | セグンダ     | 1位  | 4回戦敗退        |
| 1988/89  | プリメーラ   | 16位 | ベスト32         |
| 1989/90  | プリメーラ   | 17位 | ベスト16         |
| 1990/91  | セグンダ     | 4位  | 5回戦敗退        |
| 1991/92  | セグンダ     | 18位 | 5回戦敗退        |

（CDマラガのリザーブチームとしての）CAマラゲーニョ
| シーズン | ディビジョン | 順位 | コパ・デル・レイ |
| -------- | ------------ | ---- | ---------------- |
| 1948/49  | 地域リーグ   | —    |                  |
| 1949/50  | 地域リーグ   | —    |                  |
| 1950/51  | テルセーラ   | 12位 |                  |
| 1951/52  | テルセーラ   | 14位 |                  |
| 1952/53  | テルセーラ   | 16位 |                  |
| 1953/54  | テルセーラ   | 15位 |                  |
| 1954/55  | テルセーラ   | 7位  |                  |
| 1955/56  | テルセーラ   | 11位 |                  |
| 1956/57  | テルセーラ   | 12位 |                  |
| 1957/58  | テルセーラ   | 7位  |                  |
| 1958/59  | テルセーラ   | 5位  |                  |
| 1959/60  | テルセーラ   | 6位  |                  |
| 1960/61  | テルセーラ   | 7位  |                  |
| 1961/62  | テルセーラ   | 4位  |                  |
| 1962/63  | テルセーラ   | 2位  |                  |
| 1963/64  | テルセーラ   | 1位  |                  |
| 1964/65  | テルセーラ   | 4位  |                  |
| 1965/66  | テルセーラ   | 4位  |                  |
| 1966/67  | テルセーラ   | 5位  |                  |

| シーズン | ディビジョン | 順位 | コパ・デル・レイ |
| -------- | ------------ | ---- | ---------------- |
| 1967/68  | テルセーラ   | 8位  |                  |
| 1968/69  | テルセーラ   | 12位 |                  |
| 1969/70  | 地域リーグ   | —    |                  |
| 1970/71  | テルセーラ   | 13位 | 1回戦敗退        |
| 1971/72  | テルセーラ   | 11位 | 3回戦敗退        |
| 1972/73  | テルセーラ   | 19位 | 1回戦敗退        |
| 1973/74  | 地域リーグ   | —    |                  |
| 1974/75  | 地域リーグ   | —    |                  |
| 1975/76  | 地域リーグ   | —    |                  |
| 1976/77  | 地域リーグ   | —    |                  |
| 1977/78  | テルセーラ   | 14位 |                  |
| 1978/79  | テルセーラ   | 12位 | 1回戦敗退        |
| 1979/80  | テルセーラ   | 11位 | 2回戦敗退        |
| 1980/81  | テルセーラ   | 15位 |                  |
| 1981/82  | テルセーラ   | 4位  |                  |
| 1982/83  | テルセーラ   | 12位 | 1回戦敗退        |
| 1983/84  | テルセーラ   | 6位  |                  |
| 1984/85  | テルセーラ   | 4位  | 1回戦敗退        |
| 1985/86  | テルセーラ   | 5位  | 1回戦敗退        |

| シーズン | ディビジョン | 順位 | コパ・デル・レイ |
| -------- | ------------ | ---- | ---------------- |
| 1986/87  | テルセーラ   | 9位  | 2回戦敗退        |
| 1987/88  | テルセーラ   | 2位  |                  |
| 1988/89  | テルセーラ   | 3位  |                  |
| 1989/90  | テルセーラ   | 5位  |                  |
| 1990/91  | テルセーラ   | 6位  |                  |
| 1991/92  | テルセーラ   | 4位  |                  |

（独立したクラブとしての）CAマラゲーニョ
| シーズン | ディビジョン | 順位 | コパ・デル・レイ |
| -------- | ------------ | ---- | ---------------- |
| 1992/93  | テルセーラ   | 1位  | 1回戦敗退        |
| 1993/94  | セグンダB    | 18位 | 1回戦敗退        |

マラガCFとして
| シーズン | ディビジョン | 順位 | コパ・デル・レイ |
| -------- | ------------ | ---- | ---------------- |
| 1994/95  | テルセーラ   | 1位  | 1回戦敗退        |
| 1995/96  | セグンダB    | 5位  | 1回戦敗退        |
| 1996/97  | セグンダB    | 5位  | 2回戦敗退        |
| 1997/98  | セグンダB    | 1位  |                  |
| 1998/99  | セグンダ     | 1位  | 3回戦敗退        |
| 1999/00  | プリメーラ   | 12位 | 2回戦敗退        |
| 2000/01  | プリメーラ   | 8位  | 2回戦敗退        |
| 2001/02  | プリメーラ   | 10位 | ベスト32         |
| 2002/03  | プリメーラ   | 13位 | ベスト32         |
| 2003/04  | プリメーラ   | 10位 | ベスト16         |
| 2004/05  | プリメーラ   | 10位 | ベスト32         |
| 2005/06  | プリメーラ   | 20位 | 3回戦敗退        |
| 2006/07  | セグンダ     | 15位 | ベスト16         |
| 2007/08  | セグンダ     | 2位  | ベスト32         |
| 2008/09  | プリメーラ   | 8位  | ベスト32         |
| 2009/10  | プリメーラ   | 17位 | ベスト16         |
| 2010/11  | プリメーラ   | 11位 | ベスト16         |
| 2011/12  | プリメーラ   | 4位  | ベスト16         |
| 2012/13  | プリメーラ   | 6位  | 準々決勝敗退     |

| シーズン | ディビジョン   | 順位 | コパ・デル・レイ |
| -------- | -------------- | ---- | ---------------- |
| 2013/14  | プリメーラ     | 11位 | ベスト32         |
| 2014/15  | プリメーラ     | 9位  | 準々決勝敗退     |
| 2015/16  | プリメーラ     | 8位  | ベスト32         |
| 2016/17  | プリメーラ     | 11位 | ベスト32         |
| 2017/18  | プリメーラ     | 20位 | ベスト32         |
| 2018/19  | セグンダ       | 3位  | 2回戦敗退        |
| 2019/20  | セグンダ       | 14位 | 1回戦敗退        |
| 2020/21  | セグンダ       | 12位 | ベスト32         |
| 2021/22  | セグンダ       | 18位 | 2回戦敗退        |
| 2022/23  | セグンダ       | 20位 | 2回戦敗退        |
| 2023/24  | プリメーラRFEF | 3位  | ベスト32         |
| 2024/25  | セグンダ       |      | 1回戦敗退        |

CDマラガとして
20シーズン - プリメーラ・ディビシオン（1部）
31シーズン - セグンダ・ディビシオン（2部）
9シーズン - テルセーラ・ディビシオン（当時3部相当）
マラガCFとして
17シーズン - プリメーラ・ディビシオン（1部）
9シーズン - セグンダ・ディビシオン（2部）
1シーズン - プリメーラ・ディビシオンRFEF （現3部相当）
4シーズン - セグンダ・ディビシオンB（旧3部相当）
2シーズン - テルセーラ・ディビシオン（当時3部相当、旧4部）
合計
37シーズン - プリメーラ・ディビシオン（1部）
40シーズン - セグンダ・ディビシオン（2部）
1シーズン - プリメーラ・ディビシオンRFEF （現3部相当）
4シーズン - セグンダ・ディビシオンB（旧3部相当）
11シーズン - テルセーラ・ディビシオン（当時3部相当）

## 現所属メンバー
2025年2月15日現在
注：選手の国籍表記はFIFAの定めた代表資格ルールに基づく。
| No. | Pos. |            | 選手名                        |
| --- | ---- | ---------- | ----------------------------- |
| 1   | GK   | スペイン   | アルフォンソ・エレーロ (主将) |
| 2   | DF   | スペイン   | ヨキン・ガビロンド            |
| 3   | DF   | スペイン   | カルロス・プガ                |
| 4   | DF   | スペイン   | アイナル・ガレリア            |
| 5   | DF   | スペイン   | アレックス・パストール        |
| 6   | MF   | スペイン   | ラモン・エンリケス            |
| 7   | FW   | モロッコ   | ハイタム・アバイダ ()         |
| 8   | MF   | スペイン   | フアンペ                      |
| 9   | FW   | クロアチア | ロコ・バトゥリーナ            |
| 10  | MF   | スペイン   | ダヴィド・ラルビア            |
| 11  | FW   | スペイン   | ケヴィン・メディナ            |
| 12  | MF   | スペイン   | マヌ・モリーナ                |
| 13  | GK   | スペイン   | カルロス・ロペズ              |

| No. | Pos. |            | 選手名               |
| --- | ---- | ---------- | -------------------- |
| 14  | DF   | スペイン   | ヴィクトル・ガルシア |
| 16  | DF   | スペイン   | ディエゴ・ムリーリョ |
| 17  | FW   | スペイン   | ディオニ             |
| 18  | DF   | スペイン   | ダニ・サンチェス     |
| 19  | MF   | スペイン   | ルイスミ             |
| 20  | DF   | ポルトガル | ネルソン・モンテ     |
| 21  | FW   | フランス   | ヤニス・ラフマニ ()  |
| 22  | MF   | スペイン   | ダニ・ロレンソ       |
| 23  | MF   | スペイン   | ルカ・サンガリ ()    |
| 24  | FW   | スペイン   | フレン・ロベテ       |
| 26  | FW   | スペイン   | アントニオ・コルデロ |
| 29  | MF   | スペイン   | イザン・メリーノ     |
| 35  | MF   | スペイン   | アーロン・オチョア   |

※括弧内の国旗はその他保有国籍、もしくは市民権、星印はEU圏外選手を示す。
監督
- セルヒオ・ペリセル（英語版）

### リザーブチーム
注：選手の国籍表記はFIFAの定めた代表資格ルールに基づく。
| No. | Pos. |          | 選手名 |
| --- | ---- | -------- | ------ |
| 27  | FW   | スペイン | チュプ |

### ローン移籍
in
注：選手の国籍表記はFIFAの定めた代表資格ルールに基づく。
| No. | Pos. |            | 選手名                                |
| --- | ---- | ---------- | ------------------------------------- |
| 9   | FW   | クロアチア | ロコ・バトゥリーナ (ジル・ヴィセンテ) |

out
注：選手の国籍表記はFIFAの定めた代表資格ルールに基づく。
| No. | Pos. |          | 選手名                                        |
| --- | ---- | -------- | --------------------------------------------- |
| --  | FW   | スペイン | フアン・エルナンデス・ガルシア (アルヘシラス) |

| No. | Pos. |            | 選手名                      |
| --- | ---- | ---------- | --------------------------- |
| --  | DF   | マリ共和国 | ムサ・ディアラ (マルベジャ) |

## 歴代監督
- マヌエル・オリバレス 1941-1943
- ルイス・ウルキリ 1948-1949
- リカルド・サモラ 1949-1951
- アントニオ・バリオス 1951-1952
- エレニオ・エレーラ 1952
- ルイス・パサリン 1953-1955
- サビーノ・バリナガ 1961-1963
- ホセ・マリア・サラガ 1964
- ドメネク・バルマーニャ 1964-1965
- エルネスト・ポンス・フォルン 1966-1967
- オットー・バンベル 1967-1969
- ホセ・マリア・サラガ 1969
- カルマール・イェネー 1970-1972
- マルセル・ドミンゴ 1972-1974
- ミロラド・パヴィッチ 1975-1977
- カルマール・イェネー 1978-1980
- セバスティアン・ビベルティ 1978-1980（非公式）
- Abdellah Ben Barek 1980-1981
- アントニオ・ベニテス 1981-1985
- アントニオ・ベニテス 1986-1987
- ラディスラオ・クバラ 1987-1988
- ルイス・コスタ 1988-1989
- アントニオ・ベニテス 1989-1990
- ワルド・ラモス 1990
- Abdellah Ben Barek 1990-1991
- ホセ・ルイス・モンレアル 1991-1992
- アントニオ・モンテロ・"ネネ" 1992
- フェルナンド・ロサス 1992-1993
- アントニオ・モンテロ・"ネネ" 1993
- リカルド・"アルビス" 1993-1994
- アントニオ・ベニテス 1994-1995
- ホアキン・ペイロ 1998-2003
- ファンデ・ラモス 2003-2004
- グレゴリオ・マンサーノ 2004-2005
- アントニオ・タピア 2005-2006
- マヌエル・ルイス・イエロ 2006
- マルコス・アロンソ 2006-2007
- ホセ・マリア・バケーロ 2007
- フアン・ムニス 2007-2008
- アントニオ・タピア 2008-2009
- フアン・ムニス 2009-2010
- ジェズアウド・フェレイラ (2010)
- ラファ・ヒル (暫定) (2010)
- マヌエル・ペレグリーニ (2010-2013)
- ベルント・シュスター (2013-2014)
- ハビ・グラシア (2014-2016)
- フアンデ・ラモス (2016)
- マルセロ・ロメロ (2016-2017)
- ミチェル (2017-2018)
- ホセ・ゴンサレス (2018)
- フアン・ムニス (2018-2019)
- ビクトル・サンチェス (2019-2020)
- セルヒオ・ペリセル (2020-2021)
- ホセ・アルベルト (2021-2022)
- ナチョ・ゴンサレス (2022)
- パブロ・ゲーデ (2022)
- ペペ・メル (2022-2023)
- セルヒオ・ペリセル（英語版） (2023-)

## 歴代所属選手

### GK
- ペドロ・コントレラス 1999-2003
- フランセスク・アルナウ 2001-2011
- イニャキ・ゴイティア 2003-2009
- グスタボ・ムヌア 2009-2010
- ロベルト・サンタマリア 2009-2010
- セルヒオ・アセンホ 2011

### DF
- ホセミ 1999-2004
- リトス 2001-2006
- アレクシス・ルアーノ 2003-2006
- ジョルジェ・リベイロ 2006
- フランシスコ・モリネーロ 2006-2007
- イバン・クアドラード 2008
- マノロ 2008-2011
- ミラン・ステパノヴ 2009-2010
- パトリック・ムティリガ 2009-2011
- フアニート・グティエレス 2009-2010
- マルティン・デミチェリス 2011-2013
- ヨリス・マタイセン 2011-2012
- パウ・トーレス 2018-2019

### MF
- シリル・マカナキ 1990-1992
- ホセ・マリア・モビージャ 1997-2001
- フランシスコ・ルフェテ 1999-2001
- イヴァン・レコ 2001-2005
- ドゥダ 2001-2002, 2003-2006, 2008-
- マルセロ・ロメロ 2001-2007
- フェデリコ・インスア 2003-2004
- ファン・ロドリゲス 2003-2006
- ハビエル・カジェハ 2006-2009
- アポーニョ 2007-2012
- パブロ・デ・バロス 2008-2009
- セリム・ベナシュール 2009-2010
- シャビ・トーレス 2009-2010
- バルド 2009-2010
- ジョルディ・パブロ 2009-2010
- サンティ・カソルラ 2011-2012
- ジュリオ・バチスタ 2011-2013
- エンツォ・マレスカ 2011-2012
- ジェレミー・トゥララン 2011-2013
- イスコ 2011-2013

### FW
- フアニート 1987-1989
- カターニャ 1998-2000
- エドガール 1998-2003, 2003-2007
- アルベルト・ルケ 1999-2000, 2008-2011
- キキ・ムサンパ 1999-2003
- ダリオ・シルバ 1999-2003
- フリオ・デリー・バルデス 2000-2003
- サルバ・バジェスタ 2003-2004, 2005-2006, 2007-2009
- マルシオ・アモローゾ 2004-2005
- パウロ・ワンチョペ 2004-2005
- フェルナンド・バイアーノ 2004-2005
- エリセウ 2007-2009
- アドリアン・ロペス 2008-2009, 2022-
- エジーニョ 2009-2012
- ビクトル・オビンナ 2009-2010
- フェルナンド・フォレスティエリ 2009-2010
- ルート・ファン・ニステルローイ 2011-2012
- ホアキン・サンチェス 2011-2013
- オレクサンドル・ヤコヴェンコ 2014
- 岡崎慎司 2019